# Gert Kragh
Gert Kragh (* 1911 in Hvidding; † 1984) war ein deutscher Garten- und Landschaftsgestalter. Er war Leiter der Bundesanstalt für Naturschutz und Landschaftspflege von 1952–1964.

## Leben
Kragh wurde 1911 in Hvidding im heutigen Dänemark geboren.
Sein Studium absolvierte er am Institut für Garten- und Landschaftsgestaltung in Berlin. Heinrich Wiepking-Jürgensmann (1891–1973) hatte einen hohen Einfluss auf ihn, aber auch Reinhold Tüxen (1899–1980), bei dem er sich in den Semesterferien engagierte.
1937 folgte Kragh ihm als stellvertretender Geschäftsführer der Provinzialstelle für Naturschutz in Hannover nach. Sein Ziel war es dabei, die Landschaftspflege und Landschaftsgestaltung in der Provinz Hannover zu fördern und diese Konzepte in die Arbeit der Provinzialstelle zu implementieren. Dazu sollten die rechtlichen, administrativen und finanziellen Möglichkeiten geschaffen werden.
Beim nationalsozialistischen Autobahnbau war Kragh für Tüxen als Pflanzensoziologe tätig.
1939 wurde er in die Wehrmacht eingezogen.
1945 wurde er Geschäftsführer der Provinzialstelle für Naturschutz in Hannover. Im gleichen Jahr übernahm er das Amt des Bezirksbeauftragten für Naturschutz in Hannover, und 1947 wurde er Landesbeauftragter für Naturschutz in Niedersachsen.
Ab 1954 leitete er die Bundesanstalt für Naturschutz und Landschaftspflege.
Kragh sah sich konzeptionell in der Tradition von Hans Schwenkel (1886–1957),  der in der Zeit des Nationalsozialismus die Landespflege und die Landschaftsplanung dem Naturschutz übergeordnet sah und diesen darin integrieren wollte.
„Die Aufgaben der Landschaftsgestaltung sind also nicht nur umfangreicher als diejenigen des Naturschutzes, sondern sie verlangen außerdem ein noch höheres Maß an Erfahrung, an Einfühlungsvermögen und an Verantwortung vom beauftragten Fachmann.“
Dabei sprach er dem Landschaftsplaner auch eine hohe intuitive Kompetenz bei der Aufstellung der Landschaftspläne zu.
Dieser Ansatz führte zu viel Widerspruch auf Seiten der ehrenamtlichen Naturschützer.
Nach der Fusion der Bundesanstalt für Naturschutz und Landschaftspflege zur Bundesanstalt für Vegetationskunde, Naturschutz und Landschaftspflege gab er 1962 das Amt des Direktors ab und widmete sich im Landschaftsverband Rheinland dem Aufbau des Referats für Landschaftspflege.